# Hermenegildo Gonçalves
Hermenegildo Gonçalves of Ermegildus Gundisaluis was graaf van Portucale (Portugal) van ca.925 tot ca.950. Hij was een Galicische edelman, die na de dood van Alvito Lucides tot graaf werd benoemd.
Zijn naam verschijnt in aktes vanaf het jaar 926 en verdwijnt na 943. Hermenegildo was getrouwd met Mumadona Dias, die regentes was voor zijn minderjarige zoon Gonçalo Mendes tot 966.